# پالوکه کورتی
پالوکه کورتی (انگلیسی: Palokë Kurti; ۱ ژانویهٔ ۱۸۵۸ – ۱ ژانویهٔ ۱۹۲۰) رهبر (موسیقی)، و آهنگساز اهل آلبانی بود. او یک نوازندهٔ آماتور بود که سرود «وحدت آلبانی» (Bashkimi Shqipnis) را در سال ۱۸۸۱ آهنگ‌سازی کرد.